# Handball-Weltmeisterschaft/Teilnehmerübersicht
Der Artikel Handball-Weltmeisterschaft/Teilnehmerübersicht verzeichnet alle internationalen Handballverbände der Männer, die seit der ersten Weltmeisterschaft im Jahr 1938 an den jeweiligen Endrunden in der Halle und auf dem Feld teilgenommen haben.

## Teilnehmerübersicht im Hallenhandball
| Nationalmannschaft                                     | Anzahl | Jahr |
| ------------------------------------------------------ | ------ | --- |
| Vereinigte Arabische Republik Ägypten                  | 18     | 1964 1993, 1995, 1997, 1999, 2001, 2003, 2005, 2007, 2009, 2011, 2013, 2015, 2017, 2019, 2021, 2023, 2025                                                        |
| Algerien                                               | 17     | 1974, 1982, 1986, 1990, 1995, 1997, 1999, 2001, 2003, 2005, 2009, 2011, 2013, 2015, 2021, 2023, 2025                                                             |
| Angola                                                 | 05     | 2005, 2007, 2017, 2019, 2021 |
| Argentinien                                            | 15     | 1997, 1999, 2001, 2003, 2005, 2007, 2009, 2011, 2013, 2015, 2017, 2019, 2021, 2023, 2025                                                                         |
| Australien                                             | 07     | 1999, 2003, 2005, 2007, 2009, 2011, 2013 |
| Bahrain                                                | 06     | 2011, 2017, 2019, 2021, 2023, 2025 |
| Belgien                                                | 01     | 2023 |
| Bosnien und Herzegowina                                | 01     | 2015 |
| Brasilien                                              | 17     | 1958, 1995, 1997, 1999, 2001, 2003, 2005, 2007, 2009, 2011, 2013, 2015, 2017, 2019, 2021, 2023, 2025                                                             |
| Bulgarien                                              | 02     | 1974, 1978 |
| Chile                                                  | 08     | 2011, 2013, 2015, 2017, 2019, 2021, 2023, 2025 |
| Volksrepublik China                                    | 02     | 1997, 1999 |
| Dänemark                                               | 26     | 1938, 1954, 1958, 1961, 1964, 1967, 1970, 1974, 1978, 1982, 1986, 1993, 1995, 1999, 2003, 2005, 2007, 2009, 2011, 2013, 2015, 2017, 2019, 2021, 2023, 2025       |
| Deutsche Demokratische Republik A                      | 08     | 1964, 1967, 1970, 1974, 1978, 1982, 1986, 1990 |
| Deutsches Reich Deutschland BR Deutschland Deutschland | 27     | 1938 1954, 1958, 1961 1964, 1967, 1970, 1974, 1978, 1982, 1986 1993, 1995, 1999, 2001, 2003, 2005, 2007, 2009, 2011, 2013, 2015, 2017, 2019, 2021, 2023, 2025    |
| Finnland                                               | 01     | 1958 |
| Frankreich                                             | 25     | 1954, 1958, 1961, 1964, 1967, 1970, 1978, 1990, 1993, 1995, 1997, 1999, 2001, 2003, 2005, 2007, 2009, 2011, 2013, 2015, 2017, 2019, 2021, 2023, 2025             |
| Griechenland                                           | 01     | 2005 |
| Grönland                                               | 03     | 2001, 2003, 2007 |
| Guinea                                                 | 01     | 2025 |
| Iran                                                   | 02     | 2015, 2023 |
| Island                                                 | 23     | 1958, 1961, 1964, 1970, 1974, 1978, 1986, 1990, 1993, 1995, 1997, 2001, 2003, 2005, 2007, 2011, 2013, 2015, 2017, 2019, 2021, 2023, 2025                         |
| Italien                                                | 02     | 1997, 2025 |
| Japan                                                  | 16     | 1961, 1964, 1967, 1970, 1974, 1978, 1982, 1990, 1995, 1997, 2005, 2011, 2017, 2019, 2021, 2025                                                                   |
| Jugoslawien                                            | 10     | 1958, 1961, 1964, 1967, 1970, 1974, 1978, 1982, 1986, 1990 |
| Kanada                                                 | 03     | 1967, 1978, 2005 |
| Kap Verde                                              | 03     | 2021 K, 2023, 2025 |
| Katar                                                  | 10     | 2003, 2005, 2007, 2013, 2015, 2017, 2019, 2021, 2023, 2025 |
| Demokratische Republik Kongo                           | 01     | 2021 |
| Kroatien B                                             | 16     | 1995, 1997, 1999, 2001, 2003, 2005, 2007, 2009, 2011, 2013, 2015, 2017, 2019, 2021, 2023, 2025                                                                   |
| Kuba                                                   | 08     | 1982, 1986, 1990, 1995, 1997, 1999, 2009, 2025 |
| Kuwait                                                 | 09     | 1982, 1995, 1999, 2001, 2003, 2005, 2007, 2009, 2025 |
| Litauen                                                | 01     | 1997 |
| Luxemburg                                              | 01     | 1958 |
| Marokko                                                | 08     | 1995, 1997, 1999, 2001, 2003, 2007, 2021, 2023 |
| Nordmazedonien B                                       | 09     | 1999, 2009, 2013, 2015, 2017, 2019, 2021, 2023, 2025 |
| Montenegro C                                           | 02     | 2013, 2023 |
| Niederlande                                            | 03     | 1961, 2023, 2025 |
| Nigeria                                                | 01     | 1999 |
| Norwegen                                               | 18     | 1958, 1961, 1964, 1967, 1970, 1993, 1997, 1999, 2001, 2005, 2007, 2009, 2011, 2017, 2019, 2021, 2023, 2025                                                       |
| Österreich                                             | 08     | 1938, 1958, 1993, 2011, 2015, 2019, 2021, 2025 |
| Polen                                                  | 18     | 1958, 1967, 1970, 1974, 1978, 1982, 1986, 1990, 2003, 2007, 2009, 2011, 2013, 2015, 2017, 2021, 2023, 2025                                                       |
| Portugal                                               | 06     | 1997, 2001, 2003, 2021, 2023, 2025 |
| Rumänien                                               | 14     | 1958, 1961, 1964 1967, 1970, 1974, 1978, 1982, 1986 1990, 1993, 1995, 2009, 2011                                                                                 |
| Russland D                                             | 14     | 1993 1995, 1997, 1999, 2001, 2003, 2005, 2007, 2009, 2013, 2015, 2017, 2019, 2021 J                                                                              |
| Saudi-Arabien                                          | 10     | 1997, 1999, 2001, 2003, 2009, 2013, 2015, 2017, 2019, 2023 |
| Schweden                                               | 27     | 1938, 1954, 1958, 1961, 1964, 1967, 1970, 1974, 1978, 1982, 1986, 1990, 1993, 1995, 1997, 1999, 2001, 2003, 2005, 2009, 2011, 2015, 2017, 2019, 2021, 2023, 2025 |
| Schweiz                                                | 12     | 1954, 1961, 1964, 1967, 1970, 1982, 1986, 1990, 1993, 1995, 2021, 2025                                                                                           |
| Serbien C                                              | 05     | 2009, 2011, 2013, 2019, 2023 |
| BR Jugoslawien Serbien und Montenegro                  | 04     | 1997, 1999, 2001, 2003 2005 |
| Slowakei E                                             | 02     | 2009, 2011 |
| Slowenien B                                            | 11     | 1995, 2001, 2003, 2005, 2007, 2013, 2015, 2017, 2021, 2023, 2025                                                                                                 |
| Sowjetunion                                            | 08     | 1964, 1967, 1970, 1974, 1978 1982, 1986, 1990 |
| Spanien                                                | 23     | 1958, 1974 1978 1982, 1986, 1990, 1993, 1995, 1997, 1999, 2001, 2003, 2005, 2007, 2009, 2011, 2013, 2015, 2017, 2019, 2021, 2023, 2025                           |
| Korea I Südkorea                                       | 14     | 2019 1986, 1990, 1993, 1995, 1997, 1999, 2001, 2007, 2009, 2011, 2013, 2021, 2023                                                                                |
| Tschechien E                                           | 08     | 1993, 1995, 1997, 2001, 2005, 2007, 2015, 2025 |
| Tschechoslowakei                                       | 11     | 1954, 1958, 1961, 1964, 1967, 1970, 1974, 1978, 1982, 1986, 1990                                                                                                 |
| Tunesien                                               | 17     | 1967, 1995, 1997, 1999, 2001, 2003, 2005, 2007, 2009, 2011, 2013, 2015, 2017, 2019, 2021, 2023, 2025                                                             |
| Ukraine D                                              | 02     | 2001, 2007 |
| Ungarn                                                 | 23     | 1958, 1964, 1967, 1970, 1974, 1978, 1982, 1986, 1990, 1993, 1995, 1997, 1999, 2003, 2007, 2009, 2011, 2013, 2017, 2019, 2021, 2023, 2025                         |
| Uruguay                                                | 02     | 2021, 2023 |
| Vereinigte Staaten                                     | 08     | 1964, 1970, 1974, 1993, 1995, 2001, 2023, 2025 |
| Belarus D                                              | 05     | 1995 2013, 2015, 2017, 2021 |

## Teilnehmerübersicht im Feldhandball
| Nationalmannschaft                                        | Teilnahmen                               |
| --------------------------------------------------------- | ---------------------------------------- |
| Belgien                                                   | 1948, 1952, 1955, 1959 F                 |
| Dänemark                                                  | 1938, 1948, 1952, 1955, 1959             |
| Deutsche Demokratische Republik G                         | 1963, 1966                               |
| Deutsches Reich BR Deutschland Deutschland BR Deutschland | 1938 1952, 1955 1959 1963, 1966          |
| Finnland                                                  | 1948, 1955                               |
| Frankreich                                                | 1948, 1952, 1955, 1959 F                 |
| Israel                                                    | 1963                                     |
| Italien                                                   | 1952 F                                   |
| Jugoslawien                                               | 1952, 1955, 1959 F                       |
| Luxemburg                                                 | 1938, 1948, 1952, 1955                   |
| Niederlande                                               | 1938, 1948, 1952, 1955, 1963, 1966       |
| Norwegen                                                  | 1952, 1955                               |
| Österreich                                                | 1948, 1952, 1955, 1959, 1963, 1966       |
| Polen                                                     | 1938, 1948, 1959, 1963, 1966             |
| Portugal                                                  | 1948, 1952 F, 1955                       |
| Rumänien                                                  | 1938 1959                                |
| Saarland H                                                | 1952, 1955                               |
| Schweden                                                  | 1938, 1948, 1952, 1955, 1959             |
| Schweiz                                                   | 1938, 1948, 1952, 1955, 1959, 1963, 1966 |
| Spanien                                                   | 1952, 1955, 1959 F                       |
| Tschechoslowakei                                          | 1938, 1955                               |
| Ungarn                                                    | 1938 1948 1955 1959                      |
| Vereinigte Staaten                                        | 1963                                     |